# Judith von Pihartingen
Judith von Pihartingen († 1. Dezember um 1130) war die Witwe des Edlen Tageno von Pihartingen, die um 1130 das Kloster Beyharting gründete.
In der ehemaligen Klosterkirche St. Johann Baptist ist die Deckplatte des ehemaligen Hochgrabes für Judith von Pihartingen aus spätgotischer Zeit erhalten, das heute als Epitaph in die Nordmauer der Vorhalle eingelassen ist. Auf der Platte aus Rotmarmor ist die Stifterin mit dem Modell der romanischen Kirche dargestellt.

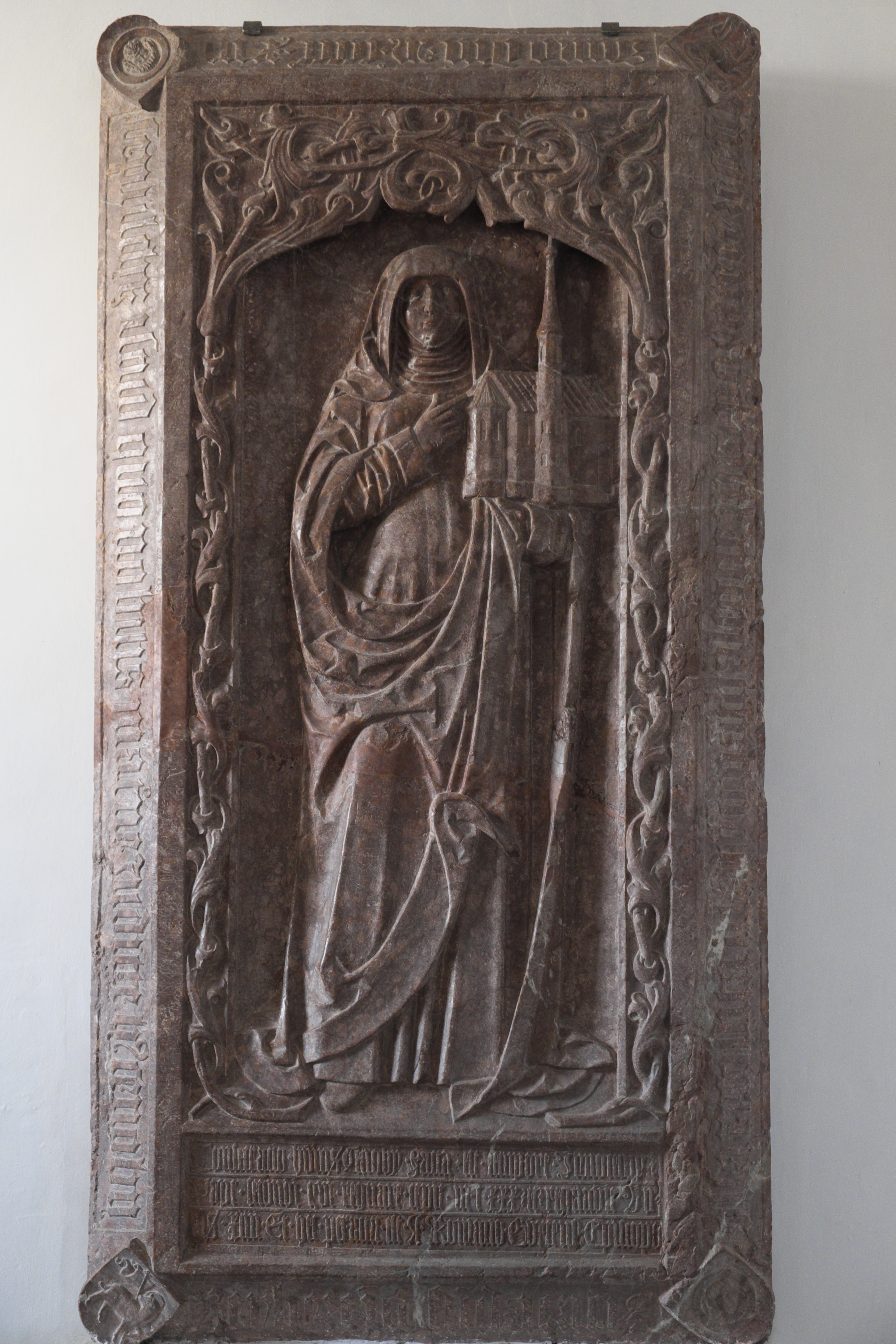
Epitaph für Judith von Pihartingen aus dem Jahr 1513
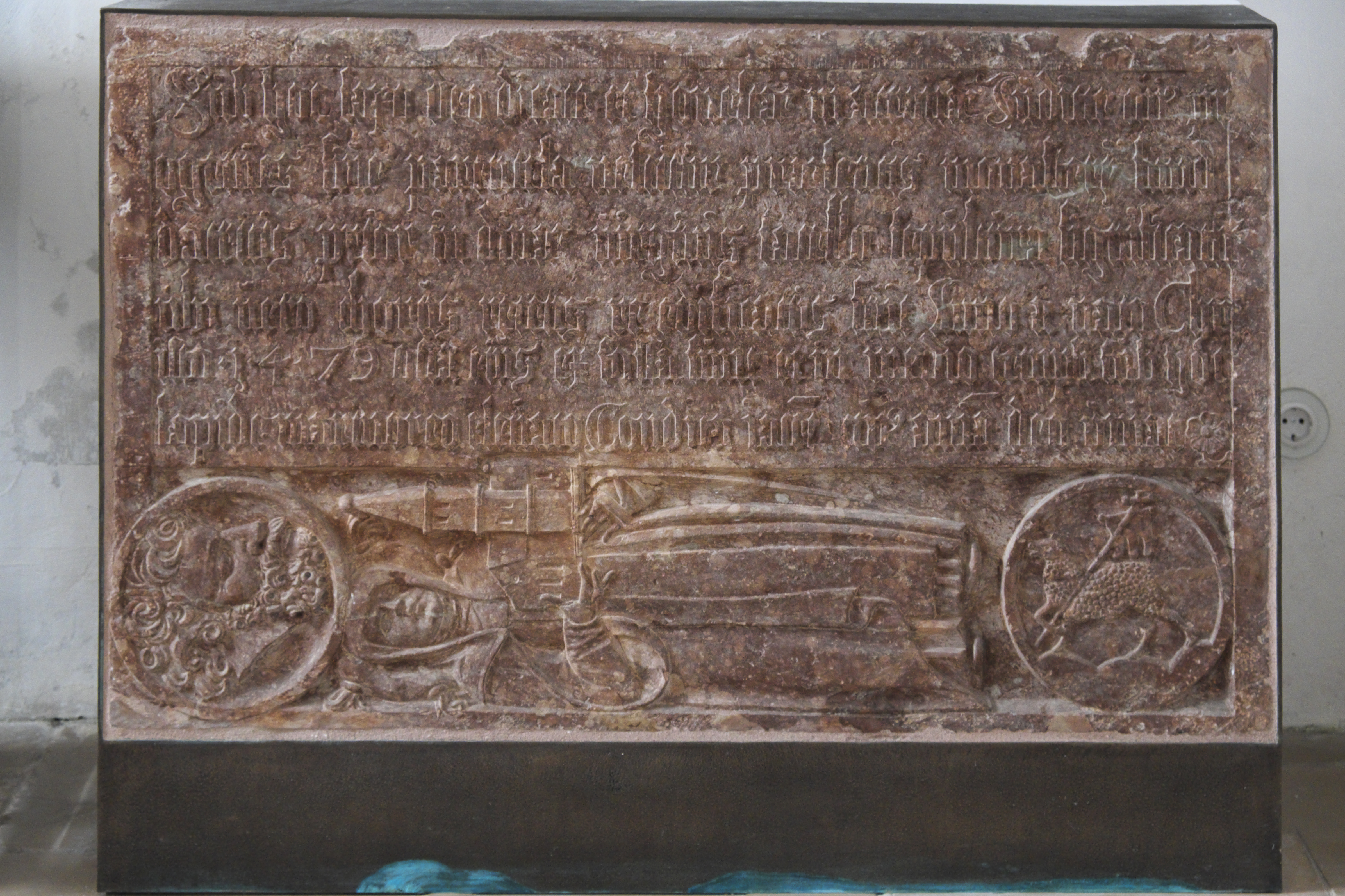
Reliefplatte des Hochgrabes der Stifterin Judith aus dem Jahr 1479